# Janus Pannonius

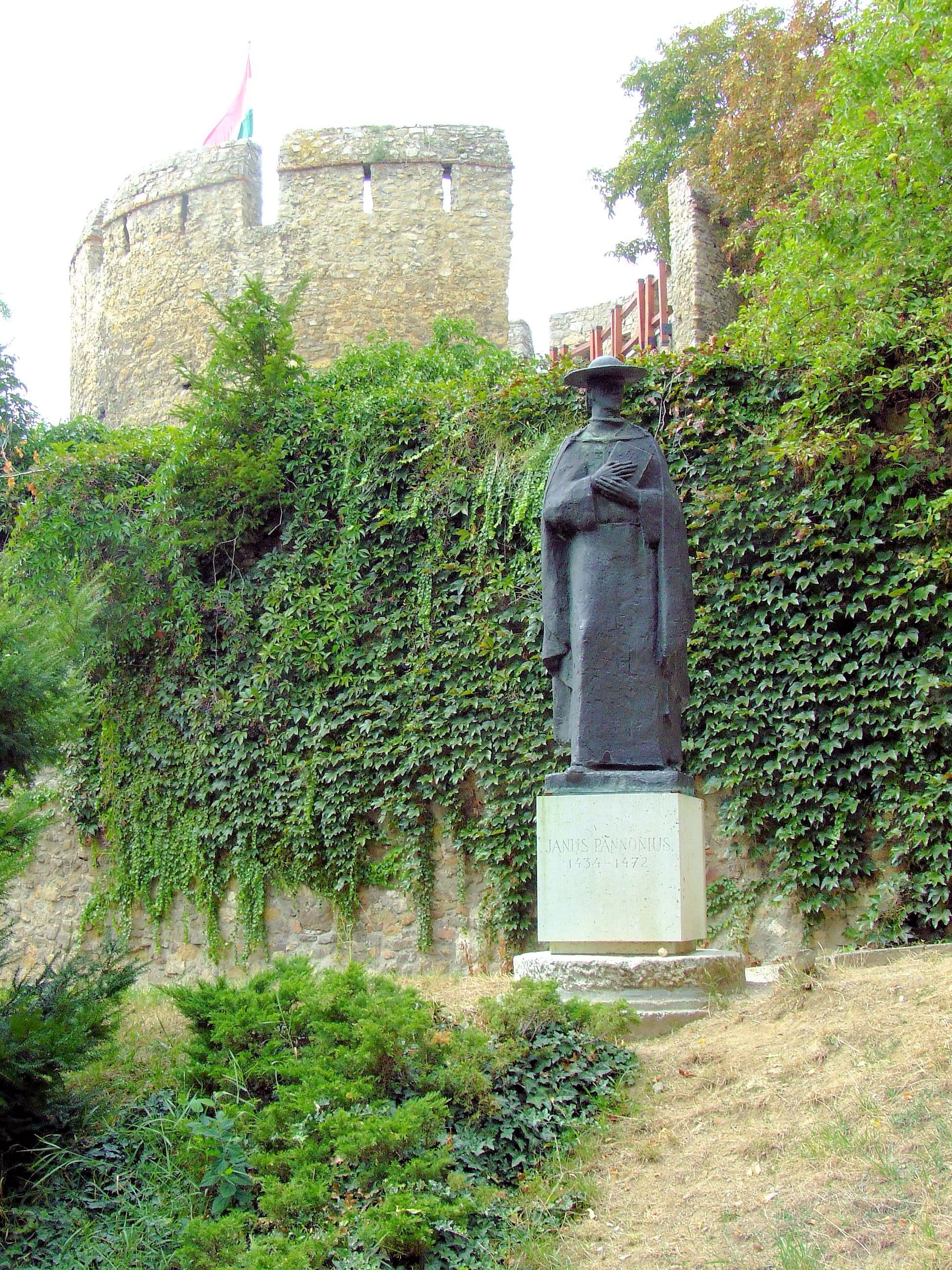
Estatua de Janus Pannonius.

Janus Pannonius (en húngaro János Csezmicei o Kesencei, en croata Ivan Česmički; 1434-1472) fue un humanista, poeta, diplomático y sacerdote croata y húngaro. Está considerado como el más significativo poeta del Renacimiento húngaro (y uno de los pocos del que quedaron registro tras las invasiones turcas), y una de las principales figuras de la poesía renacentista europea.

## Biografía
Nació en una pequeña villa cerca del Río Drava, en un extremo de Eslavonia. Poco se sabe de sus orígenes familiares, salvo que su padre era un noble croata y su madre, Borbála Vitéz, era la hermana del Arzobispo János Vitéz. 
Pannonius fue educado por su madre y en 1447 su tío lo envió a Italia para que tuviera una formación humanista. Estudió en la escuela de Guarino da Verona en Ferrara, en la que aprendió latín y griego bajo la dirección de uno de los más famosos maestros del Renacimiento italiano. Fue considerado como el alumno más aventajado de su generación, y pronto demostró su habilidad como poeta clásico. Muchos otros humanistas citaron su obra y mantenieron vivo su recuerdo. Su educación superior, en derecho canónico, la completó en la Universidad de Padua, y después de un viaje por Roma decidió volver al Reino de Hungría en 1458, el mismo año en que Matías Corvino accedió al trono. Durante un tiempo ocupó el cargo de Canciller Real, y pronto se convirtió en Obispo de Pécs y más tarde vicecanciller del país. De esta forma, Janus Pannonius se convirtió en el intelectual más influyente del país, e introductor del humanismo gracias a sus contactos con algunos de los pensadores más destacados de la época.